# الإسلام في جمهورية ماري
وصل الإسلام إلى ماري إل في حركة الانتشار التي قام بها الباشكير والتتار ، وخضعت لحكم القياصرة الروس في سنة (960 – 1553 م) ، ومرت بنفس مراحل التحدي التي مر بها جيرانها ، واستولي السوفيات على حكم روسيا ، وأعلنت بها الجمهورية في سنة (1355 هـ - 1936 م) وتصل نسبة المسلمين بين سكانها إلى 60% أي أن عددهم يقدر بحوالى 564,800 مسلم .

## المصدر
- الأقليات المسلمة في آسيا وأستراليا – سيد عبد المجيد بكر .